# Záslužný kříž Božího hrobu
Záslužný kříž Božího hrobu jeruzalémského (latinsky Crux ex Merito Sancti Sepulchri Hierosolymitani italsky Croce al Merito del Santo Sepolcro di Gerusalemme) je záslužným vyznamenáním Řádu Božího hrobu. Uděluje jej poměrně zřídka kardinál velmistr Řádu Božího hrobu "po konzultaci s oblastně příslušným místodržitelem nebo magistrálním delegátem", a to osobám, které nejsou členy Řádu Božího hrobu (velmi často i nekatolíkům). Jeho udělení neznamená členství v Řádu: proto insignií záslužného kříže není jeruzalémský kříž, ale prostý kříž berličkový podložený trnovou korunou; dekorovaní také nenosí řádový plášť. Řád je udělován "osobám s příkladným mravním chováním, které se mimořádně zasloužily v křesťanské lásce o Svatou zemi". 

## Řádové dekorace
Řádový odznak je tvořen zlatým červeně smaltovaným berličkovým křížem, se zlatou trnovou korunou, jež je podložena pod ramena kříže. Odznak je ve dvou velikostech, o výšce 5,2 cm a 6,4 cm. Hvězda je tvořena stříbrnými paprsky a nese odznak, také ona existuje ve dvou velikostech (o výšce 7,2 cm a 8,5 cm). Stuha je z bílého hedvábí se třemi podélnými červenými pruhy: bílá připomíná řádový plášť, červená kříž, jímž je ozdoben.

## Udělované stupně
- Záslužný kříž Božího hrobu jeruzalémského: odznak se nosí u krku zavěšený na stuhu, postnominální označení je CMHS.
- Záslužný kříž Božího hrobu jeruzalémského se stříbrnou hvězdou : odznak se nosí u krku zavěšený na stuhu; hvězda se nosí na levé straně hrudi, postnominální označení je CMHSS.
- Záslužný kříž Božího hrobu jeruzalémského se zlatou hvězdou: odznak je zavěšen na hedvábný kordon, který se nosí od pravého ramene k levému boku. Hvězda se nosí na levé straně hrudi, postnominální označení je CMHSG.
- Kolana Záslužného kříže Božího hrobu jeruzalémského byla znovu zavedena Všeobecnými řádovými směrnicemi v roce 2025 pro vynikající osobnosti společenského života, také nekatolíky nebo někřesťany. Odznak meritního kříže je zavěšen na kovový řetěz z osmi článků, kde se berličkový kříž obtočený trnovou korunou střídá s obdélníkovými destičkami s nápsiem "MERITI CAUSA". Hvězda o výšce 8,2 cm tvořená zlatými paprsky nese meritní kříž a nosí se na levé straně hrudi, postnominální zkratka je ColCMHS.[2]